# Дигліцерид
Дигліцерид або діацилгліцерин (DAG), зустрічається також назва діацилгліцерол — гліцерид, що складається з двох ланцюгів жирних кислот, ковалентно зв'язаних із молекулою гліцерину за допомогою складноестрених зв'язків. Існують дві можливі форми дигліцериду: 1,2-діацилгліцерини та 1,3-діацилгліцерини. Дигліцериди є природними компонентами харчових жирів, хоча й менш значними порівняно з тригліцеридами.
DAG мають властивості поверхнево-активних речовин, тому зазвичай використовуються як емульгатори в готових харчових продуктах. Масло, збагачене дигліцеридом (зокрема, 1,3-DAG) вивчали як замінник жиру через його здатність пригнічувати накопичення жиру в організмі. Річний продаж цього продукту становив приблизно 200 мільйонів доларів США в Японії з моменту його появи наприкінці 1990-х років і до 2009 року.

## Виробництво
Дигліцериди є другорядним компонентом багатьох насіннєвих олій, де їх вміст складає ~1—6 % або у випадку бавовняної олії до 10 %. У промисловості дигліцерид виробляють шляхом гліцеролізу між тригліцеридами та гліцерином. Сировиною для виробництва можуть бути як рослинні олії, так і тваринні жири.

## Харчова добавка
Дигліцериди, зазвичай у суміші з моногліцеридами (E471), це харчові добавки, які використовують як емульгатори. Значення загального вмісту жиру, насиченого жиру та трансжиру, наведені на харчових етикетках, не включають вміст моно- та дигліцеридів. Дигліцериди часто додають до складу хлібобулочних виробів, напоїв, морозива, арахісового масла, жувальної гумки, жиру, збитих начинок, маргарину, кондитерських виробів і деяких закусок, таких як чіпси Pringles.

## Біологічні функції

### Активація протеїнкінази С

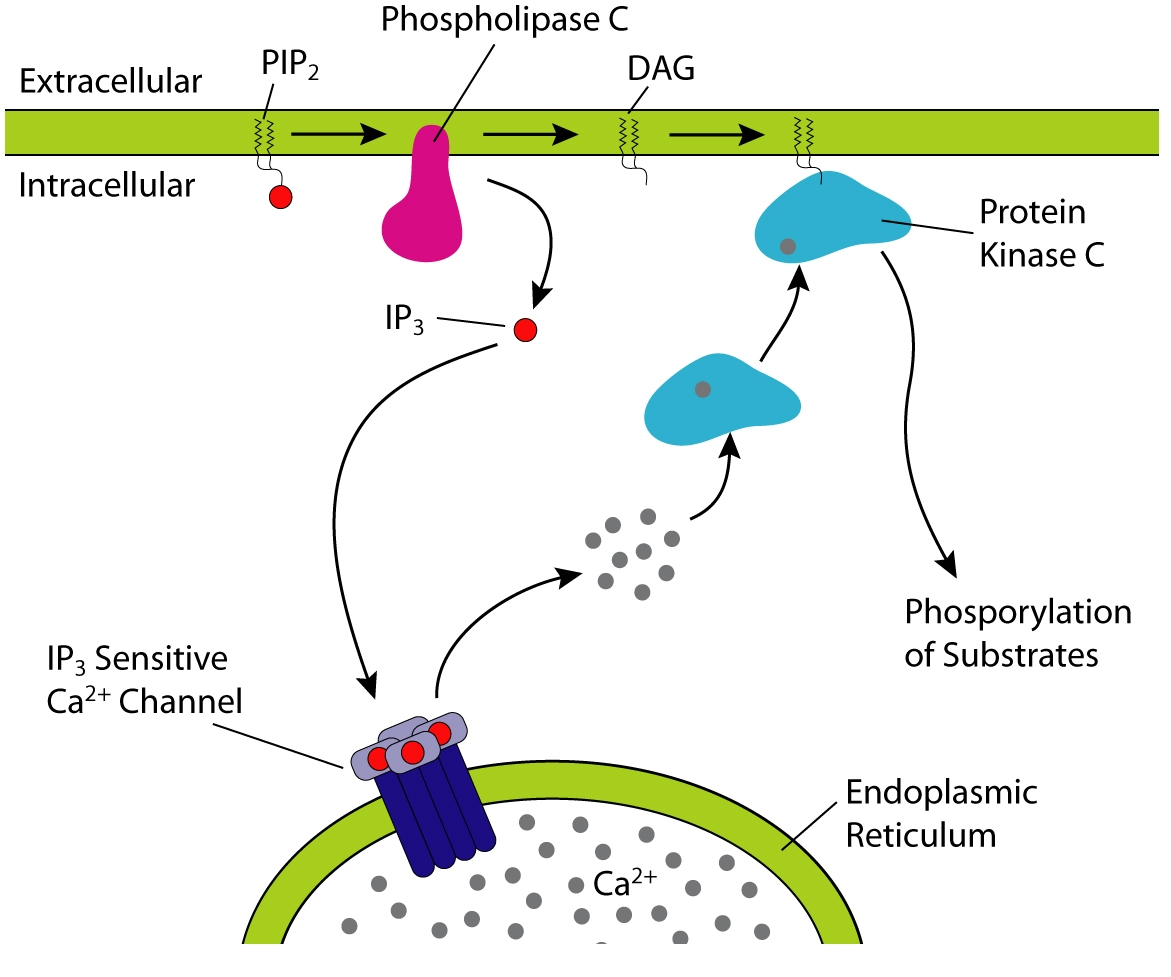
Розщеплення PIP2 до IP3 у клітинній мембрані. Дигліцерид (DAG) ініціює внутрішньоклітинне вивільнення кальцію та активацію протеїнкінази С (PKC). Примітка: Фосфоліпаза С (PLC) не є проміжною ланкою, як це зображено, а фактично прискорює розділення IP3/DAG

У біохімічній передачі сигналів дигліцерид євторинним сигнальним ліпідом та продуктом гідролізу ферментом фосфоліпазою C (PLC) (мембранний фермент) фосфоліпіду фосфатидилінозитол 4,5-бісфосфату (PIP2), який, через таку саму реакцію утворює інозитолтрифосфат (IP3). Хоча інозитолтрифосфат дифундує в цитозоль, дигліцерид залишається всередині плазматичної мембрани завдяки своїм гідрофобним властивостям. IP3 стимулює вивільнення іонів кальцію з гладкого ендоплазматичного ретикулуму, тоді як дигліцерид є фізіологічним активатором протеїнкінази С (PKC). Продукція дигліцериду в мембрані полегшує перехід протеїнкінази С з цитозолю в плазматичну мембрану.

### Активація Munc13
Дигліцерид позитивно впливає на вивільнення везикул шляхом взаємодії з сімейством білків пресинаптичного праймування Munc13. Зв'язування дигліцериду з доменом C1 Munc13 підвищує здатність злиття синаптичних пухирців (везикул), а це посилює їх вивільнення.
Дигліцерид можна імітувати сполуками, що сприяють розвитку пухлин, форболовими естерами.

### Інші функції
Окрім активації протеїнкінази С, дигліцерид має ряд інших функцій у клітині:
- джерело простагландинів;
- попередник ендоканабіноїду 2-арахідоноїлгліцеролу;
- активатор підродини катіонних каналів транзиторного рецепторного потенціалу (TRPC), TRPC3/6/7.

## Метаболізм

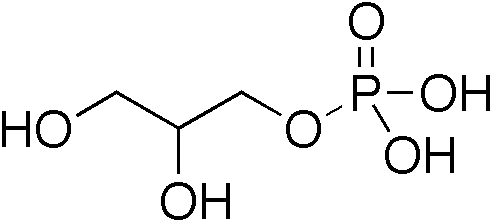
гліцерин-3-фосфат

Синтез дигліцериду починається з гліцерин-3-фосфату, який утворюється переважно з дигідроксіацетонфосфату, що є продуктом гліколізу (зазвичай у цитоплазмі клітин печінки або жирової тканини). Гліцерол-3-фосфат спочатку ацилюється ацил-коензимом А (ацил-КоА) з утворенням лізофосфатидної кислоти, яка потім ацилюється іншою молекулою ацил-КоА з утворенням фосфатидної кислоти . Фосфатидна кислота потім дефосфорилюється з утворенням власне дигліцериду.
Харчовий жир переважно складається з тригліцеридів . Проте тригліцериди не можуть засвоюватися травною системою, тому спочатку вони ферментативно перетравлюються до моноацилгліцерину, дигліцериду або вільних жирних кислот. Дигліцерид є попередником триацилгліцерину (тригліцериду), який утворюється при додаванні третьої жирної кислоти до дигліцериду з дією ферменту дигліцерид ацилтрансферази.
Оскільки дигліцерид синтезується за допомогою фосфатидної кислоти, то має у складі насичену жирну кислоту в положенні С-1 гліцеринового фрагмента та ненасичену жирну кислоту в положенні С-2.
Дигліцерид фосфорилюється до фосфатидної кислоти ферментом діацилгліцеринкіназою .

## Інсулінорезистентність
Активація PKC-θ дигліцеридом може викликати резистентність до інсуліну в м'язах через зниження активності ферменту PI3K, пов'язаного з білком IRS1. Подібним чином, активація PKCε дигліцеридом може спричинити резистентність до інсуліну в печінці.